# Simon Richter (Fußballspieler)
Simon Sonni Richter (* 16. Januar 1985 in Hvidovre, Dänemark) ist ein dänisch-gambischer Fußballspieler, der für Tårnby FF spielt. Er war auch im Kader der gambischen Fußballnationalmannschaft. Er ist der Sohn eines gambischen Vaters und einer dänischen Mutter und der Zwillingsbruder von Jonathan Richter.
Richter debütierte für die gambische Fußballnationalmannschaft beim 2:1-Testspielsieg gegen die Zentralafrikanische Republik am 27. März 2017.